# Hrudník

Anatomie hrudníku člověka

Některé orgány uvnitř trupu člověka

Hrudník (lat. thorax) je horní část trupu některých obratlovců, v oblasti od krku až po bránici. Je tvořen orgány, kostmi a svaly.

## Co je v hrudníku uloženo
- kosti: – důležitá jsou žebra (costae), hrudní kost (sternum) a hrudní páteř složená z jednotlivých obratlů (vertebrae); klíční kost (clavicula), …
- orgány: – v hrudníku jsou uloženy a hrudním košem chráněny životně důležité orgány, jako je srdce (cor), plíce nebo jícen (oesophagus)
- krevní oběh: – hrudníkem též prochází důležité cévy, jako je aorta, superior vena cava (horní dutá žíla) nebo plicnice
- svaly: – kostra v oblasti hrudníku je obalena svaly jako jsou svaly prsní, trapézové nebo např. deltové.
- nervy: – mícha se z větší části nachází v horní části páteře
- ostatní vnitřní struktury: – bránice, průdušnice
- ostatní vnější struktury: – prsní bradavky nebo struky

## Svaly hrudníku
Svaly hrudníku (musculi thoracis) se dělí na svaly thorakohumerální a svaly interkostální (vlastní svaly hrudníku):
- svaly thorakohumerální: velký sval prsní, malý sval prsní, přední sval pilový
- svaly interkostální : m. intercostales, bránice (diaphragma)

## Hrudní koš
Hrudní koš je systém kostí, který má v hrudníku několik funkcí: 
1. určuje a drží tvar hrudníku
2. chrání důležité orgány a cévy (např. srdce, plíce, aortu,...)

#### Stavba hrudního koše
Hrudní koš se skládá z: 
- hrudní kosti (lat. sternum)
- žeber (lat. costae), která dělíme na žebra pravá (lat. costae verae) - ty jsou chrupavkou připojená k hrudní kosti (7 párů), žebra nepravá (lat. costae spuriae) - jsou přichyceny chrupavkou k poslednímu pravému žebru (3 páry) a žebra volná (lat. costae fluctuantes) (2 páry)
- hrudní páteře - skládá se z 12 hrudních obratlů (lat. vertebrae thoracicae)